# Rexingen (Bas-Rhin)
Rexingen ist eine französische Gemeinde mit 201 Einwohnern (Stand 1. Januar 2021) im Département Bas-Rhin in der Region Grand Est (bis 2015 Elsass).

## Geografie
Rexingen liegt zwischen Berg im Westen und Adamswiller im Osten, 21 Kilometer nordöstlich von Sarrebourg und 55 Kilometer nordwestlich von Straßburg im Krummen Elsass.

## Geschichte
Im Jahre 1674 wurde die Ortschaft während des Holländischen Kriegs (1672–1679) teilweise durch die Truppen von Henri de La Tour d’Auvergne, vicomte de Turenne (1611–1675), zerstört.
Bis zur Französischen Revolution (1789–1799) gehörte Rexingen zur Grafschaft Saarwerden. Von 1871 bis zum Ende des Ersten Weltkrieges gehörte es als Teil des Reichslandes Elsaß-Lothringen zum Deutschen Reich und war dem Kreis Zabern im Bezirk Unterelsaß zugeordnet.

### Bevölkerungsentwicklung
| Jahr      | 1910 | 1962 | 1968 | 1975 | 1982 | 1990 | 1999 | 2007 | 2017 |
| Einwohner | 199  | 150  | 165  | 160  | 155  | 170  | 170  | 192  | 203  |

## Sehenswürdigkeiten
Die Bürgermeisterei-Schule wurde im Jahre 1885 nach dem Plan des Architekten Heinrich Hannig aus Saverne erbaut. Der Bahnhof von Rexingen wurde gegen Ende des 19. oder gegen Anfang des 20. Jahrhunderts erbaut. Er lag an der in den 1960er Jahren stillgelegten Bahnstrecke Réding–Diemeringen und wird heute als Wohngebäude genutzt.
Die protestantische Kirche wurde 1885 erbaut. Sie ist in Richtung Ost-West ausgerichtet. Ihr Kirchenschiff wird von vier hohen Fenstern erhellt. In der Kirche befindet sich eine Orgel von Dalstein & Haerpfer, die 1914 konstruiert wurde. Sie wurde 1960 durch die Orgelmanufaktur Schwenkedel modernisiert.
Etwa 1 km nördlich des Ortes befindet sich die ehemalige Froschmühle aus dem 17. Jahrhundert. 